# José Antonio Azlor de Aragón y Hurtado de Zaldívar

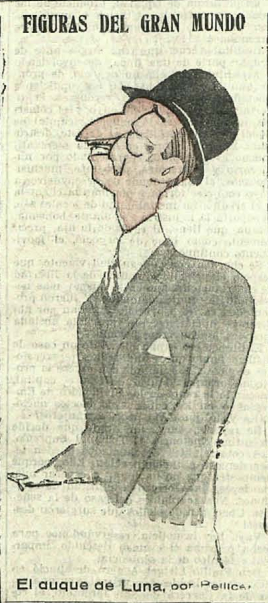
Caricatura del duque de Luna (1924)

José Antonio Azlor de Aragón y Hurtado de Zaldívar (Biarritz, 14  de enero de 1873-San Sebastián, 18 de julio de 1960), II duque de Luna (1895), XVII duque de Villahermosa (1921), VII duque de Granada de Ega (1919), X marqués de Cábrega (1914),  XIII marqués de Cortes, XII marqués de Valdetorres, VIII marqués de Narros, XIV conde de Luna, X conde de Javier, X conde de Guara (1919), XIV conde del Real (1957), XIX vizconde de Zolina, XVIII vizconde de Muruzábal. También fue maestrante de Zaragoza, caballero de la Orden de Malta y gentilhombre del rey, y distinguido además con la Gran Cruz de la Orden de Nuestra Señora de la Concepción de Villaviciosa de Portugal.
Era hijo de Francisco Javier Azlor de Aragón e Idiáquez y de Isabel Hurtado de Zaldívar y Heredia. Su especial educación le permitió saber varios idiomas extranjeros. Se licenció en Derecho cursando en la Universidad de Madrid, pero por su carácter noble y por el hecho de poder vivir de las rentas que le suministraban sus enormes propiedades, no ejercería nunca como abogado.
En 1906, en la iglesia de San José de Madrid, contrajo matrimonio con Isabel Guillamás y Caro, XI marquesa de San Felices, entre otros títulos. En 1908 pidió ingresar a la Alta Cámara como senador con derecho propio. El 11 de marzo, tras ser admitido, juró el cargo, y en 1921 se dirigió al Senado para comunicar su pretensión de figurar como XVII duque de Villahermosa. En su vida política estuvo siempre vinculado al partido conservador.
Murió el 18 de julio de 1960, en San Sebastián.